# 여수 스카이타워 전망대
여수 스카이타워 전망대는 전라남도 여수시 덕충동에 있는 전망대이다. 1980년대 세워진 옛 동양시멘트 여수 레미콘공장에 있었던 사일로(시멘트 저장고)를 리모델링하였으며 2012년 개장하였다.

## 소개
원래는 1980년대 동양시멘트가 소유한 시멘트 사일로였으나 2007년 여수시가 세계박람회 유치에 성공하고 공장 일대가 박람회장 부지로 결정됨에 따라 2008년 동양시멘트가 철수하면서 폐사일로 2기만이 남아서 이를 철거하는 대신 리모델링을 하여서 2012년 세계 박람회 개최에 맞춰서 개장하였다.
사일로 2기 사이를 연결하여 전망대 공간을 통해서 여수시의 전경을 볼 수 있으며 사일로 벽면에 파이프 오르간이 설치되어서 동절기를 제외하고 음악이 연주된다.
여수엑스포역과 근접해 있어서 기차를 타는 승객들이 쉽게 만날 수 있는 곳이기도 하며 열차가 여수엑스포역에 도착할 때마다 파이프 오르간 음악이 연주된다.

## 특징
국내 최초로 시멘트 공장에서 시멘트를 저장하는 사일로를 통해서 만들어진 관광지로 사일로의 높이가 고층 건물과 맞먹는 편이라 전망대로 유용한 편으로 알려져서 사일로의 상부분에 전망시설을 추가하여 여수 시내의 전망을 볼 수 있다.
1993년 대전엑스포 한빛탑에 이은 엑스포 탑 건물로 시멘트 폐사일로를 리모델링하여 만들어진 것이 다르다.
여수세계박람회장을 비롯하여 오동도 등의 조망을 볼 수 있다.

## 같이 보기
- 2012년 세계 박람회